# 부민제
부민제(일본어: 部民制 べみんせい[*])는 일본 야마토 왕권 시대에 존재한 제도로서, 왕권에의 종속과 봉사, 업무의 분담을 규정한 제도이다.